# Trogoderma rubiginosum
Trogoderma rubiginosum là một loài bọ cánh cứng trong họ Dermestidae. Loài này được Solier miêu tả khoa học năm 1849.